# CANADA (companyia)
Canada (estilitzat com a CANADA) és una productora de contingut visual catalana amb seu al districte del Poblenou, a Barcelona, Catalunya, amb subdivisions a Londres i Los Angeles. L'empresa està especialitzada en la producció i direcció de vídeos musicals i anuncis televisius. Molts dels seus treballs inclouen videoclips de Katy Perry, Dua Lipa, Tame Impala i Rosalía, així com anuncis de televisió per a Louis Vuitton, IKEA, Coca-Cola, Mercedes-Benz i Bimba y Lola, entre d'altres.
L'any 2008, la companyia estava formada pels directors Nicolás Méndez, Lope Serrano i Luis Cerveró. L'empresa es va establir al carrer dels Almogàvers de Barcelona, on encara té la seu central. L'estil que caracteritza l'empresa es troba, estèticament, entre una imatge glamurosa i el cinema europeu més autèntic. Els principis de Canada es basen en una exploració constant, la recerca de la bellesa i la veritat que resulta en una obra que va des d'anuncis clàssics fins a promocions, pel·lícules de moda i col·laboracions artístiques per a museus.

## Història
El 2008, els directors Nicolás Méndez, Lope Serrano i Luis Cerveró, que treballaven des de la mateixa perspectiva artística, van decidir unir forces per millorar i desenvolupar la seva pròpia iniciativa centrada en el sector audiovisual, després d'haver treballat durant molts anys en diferents empreses. Juntament amb els directors, el productor executiu associat Oscar Romagosa i la productora Alba Barneda formen la part clau del col·lectiu canadenc. Els primers dos anys van ser difícils de treballar per l'empresa a causa de la crisi econòmica mundial del 2008, però sobretot per la crisi financera espanyola que va durar gairebé sis anys a partir del 2008. Les coses per a la companyia van començar a millorar quan van produir el videoclip de la cançó d'El Guincho "Bombay" l'any 2010, que es va fer viral a Vimeo i va ser nomenat el millor videoclip de l'any per Rockdelux. Aquest augment meteòric de popularitat va oferir a la companyia molts concerts al Regne Unit on van treballar per a grups musicals com Scissor Sisters, The Vaccines o Battles.
Després d'uns anys representat per la productora Partizan, el grup va decidir canviar de soci, intentant d'aquesta manera apropar-se al sector productiu. Abans d'obrir-se a Los Angeles, des del desembre del 2012 fins al juny del 2020 l'empresa estava representada als Estats Units per Roman Coppola, el fundador i propietari de The Directors Bureau.
A mitjans de la dècada de 2010, la companyia va apostar per nous artistes locals com Bad Gyal, C. Tangana o Rosalía. Després que la darrera llancés el single "Malamente" al maig del 2018, el seu videoclip dirigit per Canada va rebre una aclamació universal fins al punt que va ser nominat al Premi Grammy Llatí al Millor Vídeo Musical de Format Curt i va ser nomenat Vídeo de l'any per Pitchfork. La companyia va créixer exponencialment, dirigint a finals de la dècada i principis de la següent vídeos musicals per a artistes de renom internacional, des de Travis Scott fins a Dua Lipa. Canada també va ser responsable de la campanya Louis Vuitton i Multiópticas del 2020, així com de l'espot dels Premis Gaudí 2020.
El 20 de juliol de 2024 s'anuncià que CANADA era l'empresa escollida pel disseny del cartell de les festes de La Mercè d'aquell any. El disseny despertà nombroses crítiques per mostrar imatges inquietants sobre la solitud infantil amb un infant assegut al llit mirant uns focs artificials, amb tot de colors càlids de fons, acompanyat d'un relat visual en què es mostraria el mateix infant plorant i calmant-se finalment amb els sons i l'ambient de la festa observant la figura de la geganta de la ciutat a través d'una finestra. La imatge evocà sentiments de cinema de terror, destacant-ne la imatge en solitud del nen amb els colors vermells de fons recordant una escena de por o maltractament infantil i no una celebració festiva. Fins i tot originà que diversos usuaris de xarxes socials elaboressin versions del cartell al·ludint Festival de Cinema de Sitges. A més es criticà que el cartell no representava cap element de la tradició ni la cultura local més enllà de la música de fons i la imatge de la geganta.

## Artistes associats

### Fotògrafs/es[11]
- Alexandra Cepeda.
- Adriana Roslin.
- Anne Roig.
- Cecilia Duarte.
- Chloé Wallace.
- Cyprien Clément-Delmas.
- Dani Pujalte.
- Laia Benavides.
- Mar Ordonez.
- Rita Puig-Serra.
- Virgili Jubero.

### Directors/es[12]
- Albert Moya.
- Andreas Nilsson.
- CANADA.
- Chloé Wallace.
- Cyprien Clément-Delmas.
- Darío Peña.
- Femke Huurdeman.
- Gerson Aguerri.
- MANSON.
- Marc Oller.
- Marçal Forés.
- Miguel Campaña.
- Nur Casadevall.
- Pedro Martín-Calero.
- Pensacola.
- RÉALITÉ.
- ROGELIO.
- Roger Guàrdia.
- Virgili Jubero.
- Yuichi Kodama.

## Obra
| Any             | Cançó                               | Artista                         | Director                |
| Vídeos musicals | Vídeos musicals                     | Vídeos musicals                 | Vídeos musicals         |
| --------------- | ----------------------------------- | ------------------------------- | ----------------------- |
| 2010            | "Bombay"                            | El Guincho                      | Canada                  |
| 2010            | "Invisible Light"                   | Scissor Sisters                 | Canada                  |
| 2011            | "All in White"                      | The Vaccines                    | Canada                  |
| 2013            | "Ardiente Figura"                   | Extraperlo                      | Roger Guàrdia           |
| 2013            | "Can't Stop Now"                    | The Aston Shuffle               | Penascola               |
| 2013            | "Desfachatez"                       | Fangoria                        | Marçal Forés            |
| 2013            | "Destitute Time"                    | Delorean                        | Roger Guàrdia           |
| 2013            | "Fases"                             | Mates Mates                     | Roger Guàrdia           |
| 2013            | "Fieras"                            | Extraperlo                      | Roger Guàrdia           |
| 2013            | "Fina Vanidad"                      | Extraperlo                      | Roger Guàrdia           |
| 2013            | "Heat"                              | Furguson                        | Roger Guàrdia           |
| 2013            | "Meteoritos en Hawaii"              | Papa Topo                       | Roger Guàrdia           |
| 2013            | "Resplandor"                        | Extraperlo                      | Roger Guàrdia           |
| 2013            | "Sangre en los Zapatos"             | Papa Topo                       | Roger Guàrdia           |
| 2013            | "The Big Shift"                     | Maia Vidal                      | Pablo Maestres          |
| 2013            | "Trying To Be Cool"                 | Phoenix                         | Canada                  |
| 2013            | "You Should Know"                   | Breakbot                        | Canada                  |
| 2014            | "Antes O Después"                   | Fangoria                        | Virgili Jubero          |
| 2014            | "Galaxy Gun"                        | Sleepy Sun                      | Gerson Aguerri          |
| 2014            | "Gardenias"                         | Elsa De Alfonso Y Los Prestigio | Marçal Forés            |
| 2014            | "L'Ós"                              | La Iaia                         | Marc Oller              |
| 2014            | "Me Gusta Que Me Pegues"            | Los Punsetes                    | Canada                  |
| 2014            | "Move With You"                     | Jacob Bancs                     | Canada                  |
| 2014            | "Stay Awhile"                       | She & Him                       | Canada                  |
| 2015            | "Body Talk"                         | Foxes                           | Virgili Jubero          |
| 2015            | "Come Home Baby"                    | The Charlatans                  | Dario Peña              |
| 2015            | "Davey Crockett / All My Loving"    | The Parrots, Hinds              | Dario Peña              |
| 2015            | "Garden"                            | Hinds                           | Dario Peña              |
| 2015            | "Handsome"                          | The Vaccines                    | Gerson Aguerri          |
| 2015            | "La Tejedora"                       | Christina Rosenvinge            | Darío Peña              |
| 2015            | "Make You Mine"                     | Family of the Year              | Marc Oller              |
| 2015            | "The Less I Know The Better"        | Tame Impala                     | Laia Manzanares         |
| 2015            | "The Yabba"                         | Battles                         | Roger Guàrdia           |
| 2015            | "Till I Found You"                  | Josef Salvat                    | Darío Peña              |
| 2015            | "Tu Casa Nueva"                     | El Último Vecino                | Gerson Aguerri          |
| 2015            | "Your Brain Is Made Of Candy"       | Mourn                           | Roger Guàrdia           |
| 2016            | "Antes de Morirme"                  | C. Tangana, Rosalía             | Manson                  |
| 2016            | "Comix"                             | El Guincho                      | Roger Guàrdia           |
| 2016            | "Geometría Polisentimental"         | Fangoria                        | Roger Guàrdia           |
| 2016            | "Irrational Friend"                 | Mourn                           | Roger Guàrdia           |
| 2016            | "Siempre"                           | Agorazein                       | Manson                  |
| 2016            | "Singular"                          | Anna Bonny                      | Chloe Wallace           |
| 2016            | "Itch"                              | Nothing But Thieves             | Darío Peña              |
| 2016            | "Warts"                             | Hinds                           | Darío Peña              |
| 2016            | "What's It Gonna Be?"               | Shura                           | Darío Peña              |
| 2017            | "Aquí Y Ahora"                      | Hidrogenesse                    | Darío Peña              |
| 2017            | "Chill Aquí"                        | Extraperlo                      | Manson                  |
| 2017            | "Up All Night"                      | Beck                            | Canada                  |
| 2017            | "Química (Dance With Me)"           | Bomba Estéreo                   | Canada                  |
| 2017            | "De Plata"                          | Rosalía                         | Manson                  |
| 2017            | "Don't Matter Now"                  | George Ezra                     | Marc Oller              |
| 2017            | "Hula Hoop 8000"                    | Monarchy                        | Virgili Jubero          |
| 2017            | "Faithless"                         | Flyte                           | Canada                  |
| 2017            | "Mala Mujer"                        | C. Tangana                      | Manson                  |
| 2017            | "Me Voy"                            | Ibeyi, Mala Rodríguez           | Manson                  |
| 2017            | "Nicest Cocky"                      | Bad Gyal                        | Roger Guàrdia           |
| 2017            | "Persiguiéndonos"                   | C. Tangana                      | Manson                  |
| 2017            | "Telephone"                         | The Zephyr Bones                | Roger Guàrdia           |
| 2018            | "Candela"                           | Bad Gyal                        | Manson                  |
| 2018            | "Cry Bird"                          | Tennyson                        | Darío Peña              |
| 2018            | "Dazed By The Desert"               | Zeeland                         | Femke Huurdeman         |
| 2018            | "L.A."                              | Mujeres                         | Marc Oller              |
| 2018            | "Malamente"                         | Rosalía                         | Canada                  |
| 2018            | "No Chance"                         | Jarami                          | Canada                  |
| 2018            | "Pienso en Tu Mirá"                 | Rosalía                         | Canada                  |
| 2018            | "Saturn Is Not That Far Away"       | Stella McCartney Kids           | Roger Guàrdia           |
| 2018            | "Wrong Turn"                        | Blanche                         | Nur Casadevall          |
| 2018            | "Yo Sigo Iual"                      | Bad Gyal                        | Cyprien Clément-Delmas  |
| 2019            | "Crowns"                            | North State                     | Nur Casadevall          |
| 2019            | "Deal Wiv It"                       | Mura Masa                       | Yoni Lappin             |
| 2019            | "Exits"                             | Foals                           | Albert Moya             |
| 2019            | "Harleys in Hawaii"                 | Katy Perry                      | Manson                  |
| 2019            | "Me Quedo"                          | Aitana, Lola Indigo             | Réalité                 |
| 2019            | "No Hope Generation"                | Mura Masa                       | Yoni Lappin             |
| 2019            | "No Te Debí Besar"                  | C. Tangana, Paloma Mami         | ROGELIO                 |
| 2019            | "Religion"                          | Shura                           | Chloe Wallace           |
| 2019            | "Toutes les Màquines Ont Un Cœur"   | Maëlle                          | Nur Casadevall          |
| 2019            | "Zorra"                             | Bad Gyal                        | Manson                  |
| 2020            | "Aprendiendo el Sexo"               | Bad Gyal                        | Alba Farelo             |
| 2020            | "Limitless"                         | Sudan Archives                  | Femke Huurdeman         |
| 2020            | "Physical"                          | Dua Lipa                        | Canada                  |
| 2020            | "Stay"                              | Dora                            | Marc Oller              |
| 2020            | "TKN"                               | Rosalía, Travis Scott           | Nicolás Méndez          |
| 2021            | "Love Again"                        | Dua Lipa                        | Lope Serrano aka CANADA |
| 2021            | "Mirror"                            | Sigrid                          | Femke Huurdeman         |
| 2021            | "Perra"                             | Rigoberta Bandini               | Irene Moray             |
| 2021            | "Ya No Vales"                       | Alizzz, C. Tangana              | Félix Bollain           |
| 2022            | Motomami TikTok Live                | Rosalía                         | STILLZ                  |
| 2022            | "La Canción Que No Quiero Cantarte" | Amaia, Aitana                   | Virgili Jubero          |
| 2022            | "El Pañuelo"                        | Romeo Santos, Rosalía           | Roger Guàrdia           |
| 2022            | "Tu Casa Nueva"                     | El Último Vecino                | Gerson Aguerri          |
| 2022            | "Sin Carné"                         | Bad Gyal                        | MANSON                  |
| 2023            | "Sirens"                            | Travis Scott                    |                         |

### Reconeixements
| Any  | Projecte            | Artista               | Institució                  | Reconeixement                           | Resultat  |
| ---- | ------------------- | --------------------- | --------------------------- | --------------------------------------- | --------- |
| 2010 | "Bombay"            | El Guincho            | Rockdelux                   | Vídeo Musical de l'Any                  | Guanyador |
| 2017 | "Mala Mujer"        | C. Tangana            | Los40 Music Awards          | Millor Vídeo Nacional de l'Any          | Nominat   |
| 2018 | "Up All Night"      | Beck                  | The Recording Academy       | Millor Vídeo Musical                    | Nominat   |
| 2018 | "Pienso en tu Mirá" | Rosalía               | UK Music Video Awards       | Millor Vídeo de Pop - Internacional     | Nominat   |
| 2018 | "Malamente"         | Rosalía               | The Latin Recording Academy | Millor Vídeo Musical de Format Curt     | Nominat   |
| 2018 | "Malamente"         | Rosalía               | Rober Awards Music Prize    | Millor Vídeo Promocional                | Nominat   |
| 2018 | "Malamente"         | Rosalía               | UK Music Video Awards       | Millor Disseny de Producció en un Vídeo | Nominat   |
| 2018 | "Malamente"         | Rosalía               | UK Music Video Awards       | Millor Vídeo de Pop - Internacional     | Guanyador |
| 2018 | "Malamente"         | Rosalía               | Pitchfork                   | Vídeo Musical de l'Any                  | Guanyador |
| 2019 | "Malamente"         | Rosalía               | Design and Art Direction    | Millor Direcció                         | Guanyador |
| 2019 | "Malamente"         | Rosalía               | Design and Art Direction    | Millor Vídeo Musical                    | Guanyador |
| 2019 | "Malamente"         | Rosalía               | Premios Lo Nuestro          | Vídeo de l'Any                          | Nominat   |
| 2019 | "Pienso en tu Mirá" | Rosalía               | MTV Millennial Awards       | Vídeo de l'Any                          | Nominat   |
| 2019 | "Me Quedo"          | Aitana, Lola Indigo   | Los40 Music Awards          | Millor Vídeo Nacional de l'Any          | Nominat   |
| 2020 | "Malamente"         | Rosalía               | Premios Odeón               | Millor Vídeo Musical                    | Nominat   |
| 2020 | "Harleys in Hawaii" | Katy Perry            | MTV Video Music Awards      | Millor Cinematografia                   | Nominat   |
| 2020 | "Physical"          | Dua Lipa              | MTV Video Music Awards      | Millor Direcció d'Art                   | Nominat   |
| 2020 | "Physical"          | Dua Lipa              | MTV Video Music Awards      | Millors Efectes Visuals                 | Guanyador |
| 2020 | "TKN"               | Rosalía, Travis Scott | Premis Grammy Llatins       | Millor Vídeo Musical de Format Curt     | Guanyador |
| 2020 | "TKN"               | Rosalía, Travis Scott | UK Music Video Awards       | Millor Vídeo de Pop - Internacional     | Nominat   |
| 2020 | "TKN"               | Rosalía, Travis Scott | Los40 Music Awards          | Millor Vídeo de Música llatina          | Pendent   |